# 10-ті

## Події
- 14 — кінець правління в Римській імперії Тиберія Октавіана Августа;
- 14 — початок правління в Римській імперії Тиберія Клавдія Нерона;
- Походи  Тиберія і Германіка проти німців;
- Землетрус в Малій Азії
- Вигнання юдеїв з Риму.

## Визначні особи
- Октавіан Август, римський імператор (час правління - 27 до н. е.-14)
- Тиберій, римський імператор (час правління - 14-37)
- Германік, римський полководець

## Культура
- Срібний вік римської літератури (до 117 року).
- Відновлення храму Згоди Тиберієм.

## Народились
Див. також Категорія:Народились 10-ті

## Померли
Див. також Категорія:Померли 10-ті